# Jens Böhrnsen
Jens Böhrnsen (Bremen, 12 de juny de 1949) és un polític alemany, membre del Partit Socialdemòcrata d'Alemanya. Va ser President del Senat de Bremen —equivalent al de ministre president en la majoria de länder— alhora que alcalde de la ciutat homònima; des de novembre de 2009 fins a l'octubre de 2010 va haver de compaginar el càrrec amb el de president de torn del Bundesrat i, per tant, segona màxima autoritat d'Alemanya. El 31 de maig de 2010 va assumir la Presidència de la República Federal Alemanya de forma interina després de la dimissió del Cap d'Estat, el Bundespräsident Horst Köhler, per unes polèmiques declaracions sobre la missió de les tropes alemanyes a l'Afganistan.
Deixà el càrrec al nou president elegit pel parlament Christian Wulff el 30 de juny de 2010.